# Johann Leonhard Schrag
Johann Leonhard Schrag (* 27. Januar 1783 in Landshut; † 30. April 1858 in Nürnberg) war ein deutscher Buchhändler und Verleger.

## Leben
Sein Handwerk erlernte Schrag in der Krüllschen Universitätsbuchhandlung Landshut. Darauf leitete er eine Buchhandlung in Wien. Als die Donaumetropole von Napoleon besetzt wurde, übernahm Schrag in Nürnberg die Steinsche Buchhandlung (Besitzer: Johann Philipp Palm). 1810 gründete er seine Schragsche Verlagsbuchhandlung in Nürnberg.
Schrag verlegte sowohl Wissenschaft als auch Belletristik.
Naturwissenschaften: Johann Andreas Buchner, Jöns Jakob Berzelius, Jean-Baptiste Dumas, August Goldfuß, Franz von Kobell, Carl Friedrich Philipp von Martius, Theodor Friedrich Ludwig Nees von Esenbeck, Johann Salomo Christoph Schweigger.
Geisteswissenschaften: Georg Wilhelm Friedrich Hegel, Karl Friedrich Nägelsbach.
Belletristik: Jean Paul, Joseph von Eichendorff, Adelbert von Chamisso, Friedrich de la Motte Fouqué, Friedrich Rückert.
Populär wurde der Verlag unter anderem durch das Periodikum „Frauentaschenbuch“, zu dem zum Beispiel Arnim neben anderen bekannten zeitgenössischen Autoren beitrug. 1857 übernahm Friedrich Brandstetter aus Leipzig den Verlag, und den Nürnberger Kunstverlag leitete fortan der Sohn Heinrich Schrag.